# Šém (biblická postava)
Šém (hebrejsky שֵׁם‎, doslova: „Jméno“) je jeden ze tří synů Noema. V Bibli je o něm první zmínka v knize Genesis a jeho jméno se též vyskytuje ještě v 1. Paralipomenon, kde však figuruje už jen jako jméno v genealogickém seznamu.

## Příbuzenstvo
- Otec: Noe
- Matka: Naama, sestra Túbal-kaina
- Bratři: Chám a Jáfet

## V Bibli a židovské tradici
Šém se narodil přibližně kolem pětistých narozenin svého otce. David Gans ve své kronice uvádí, že se tak stalo v roce 1558 od stvoření světa, což odpovídá rozmezí let 2203–2204 před naším letopočtem, dva roky po narození svého staršího bratra Jáfeta. Z Bible o něm stejně jako v případě Cháma a Jáfeta víme jenom to, že se svými manželkami, otcem a matkou byli ušetřeni zkázy při potopě světa. Po potopě projevil úctu svému otci tím, že společně s Jáfetem přikryl jeho nahotu, čímž dal jasně najevo, že lpí na dodržování sedmi noachidských přikázání. Jinak se v Bibli jeho jméno prakticky nevyskytuje. Podle biblické chronologie však Šém přežil mnoho svých potomků v následujících pokoleních včetně Abraháma – praotce izraelského národa. Podle židovské tradice Šém založil akademii, v níž učil zájemce z následujících generací tomu, co se naučil od svých otců, a učil se u něj ještě i Abrahámův vnuk Jákob v mezidobí, než se usadil u svého strýce Lábana poté, co prchl od svých rodičů před hněvem svého bratra Ezaua. Židovská tradice navíc identifikuje Šéma s králem a knězem Melchisedechem a tvrdí o něm, že se narodil bez předkožky a splňoval tedy základní podmínku brit mila.
Podle tradice měl tento kněz dceru Támar, s níž měl Jákobův syn Juda syny Perese
a Zeracha.